# Али, Лейла
Ле́йла Ама́рия Али́ (англ. Laila Amaria Ali; 30 декабря 1977, Майами-Бич, Флорида, США) — американская профессиональная боксёрша, дочь Мухаммеда Али от его третьей жены Вероники Порше. В профессиональном боксе провела 24 боя, во всех одержала победу, 21 раз нокаутом. Лейла носила титулы чемпионки мира по версиям IBA, WIBA и IWBF.

## Спортивная карьера
Свой первый бой на профессиональном ринге Лейла провела 8 октября 1999 года против Эйприл Флауэрс. Ей понадобилась всего 31 секунда, чтобы победить свою соперницу нокаутом. Свой десятый бой она провела 8 июня 2001 года против Жаклин "Джеки" Фрейзер-Лайд, дочери знаменитого противника её отца, Джо Фрейзера. Промоутеры активно продвигали этот бой как четвёртое противостояние Али-Фрейзер и сделали его первый Pay-Per-View в истории женского бокса. Лейла одержала победу решением судей. 8 ноября 2002 года, одержав победу над Валери Мафуд, собрала у себя титулы чемпионки мира по версиям IBA, WIBA и IWBF. В дальнейшем она провела несколько успешных защит титулов и завершила карьеру в 2007 году непобеждённой. При этом на протяжении карьеры Лейла подвергалась критике со стороны других звёзд женского бокса, таких как Энн Вольф и Натальи Рагозиной, за то, что избегала встреч с ними на ринге.

## Личная жизнь
27 августа 2000 года Лейла Али вышла замуж за Джонни Макклейна, который стал её менеджером. В конце 2005 года они развелись.
23 июля 2007 года Лейла Али вышла замуж за бывшего игрока NFL Кёртиса Конуэя. 26 августа 2008 года она родила сына, Кёртиса Мохаммеда Конуэя, а 4 апреля 2011 года — дочь, Сидни Джаральдин Конуэй. Али мачеха троих детей Конуэя: сыновей-близнецов Кэмерона и Келтона (род. 1995) и дочери Лейлани (род. 1999).
4 декабря 2018 года Али стала участником серьёзного ДТП в Калабасасе, в результате которого тяжело пострадал пешеход. Проезжая через стоянку торгового центра на своём автомобиле, она случайно сбила пожилого человека, который был доставлен скорой помощью в больницу в стабильном состоянии. Лейла не была арестована, и Департамент шерифа расследует этот инцидент как несчастный случай.

## Статистика боёв
В таблице перечислены результаты всех поединков боксёров.
В каждой строке указан результат поединка. Дополнительно номер поединка обозначен цветом, который обозначает итог поединка. Расшифровка обозначений и цветов представлена в нижеследующей таблице.
| Пример | Расшифровка                     |
| ------ | ------------------------------- |
|        | Победа                          |
|        | Ничья                           |
|        | Поражение                       |
|        | Планируемый поединок            |
|        | Поединок признан несостоявшимся |
| КО     | Нокаут                          |
| ТКО    | Технический нокаут              |
| PTS    | Решение судей (по очкам)        |
| UD     | Единогласное решение судей      |
| MD     | Решение большинства судей       |
| SD     | Раздельное решение судей        |
| RTD    | Отказ от продолжения боя        |
| DQ     | Дисквалификация                 |
| NC     | Поединок признан несостоявшимся |

| Бой | Дата             | Соперник                   | Место проведения                                              | Результат       | Примечание |
| --- | ---------------- | -------------------------- | ------------------------------------------------------------- | --------------- | --- |
| 24  | 3 февраля 2007   | Гвендолин О’Нил (12-5-1)   | Emperors Palace, Кемптон-Парк, ЮАР                            | TKO1 (10), 0:56 | Чемпионка мира во втором среднем весе по версиям WBC (2-я защита Али) и WIBA (5-я защита Али).                              |
| 23  | 11 ноября 2006   | Шелли Бёртон (8-3)         | Мэдисон-сквер-гарден, Нью-Йорк, США                           | TKO4 (10), 1:58 | Чемпионка мира во втором среднем весе по версиям WBC (1-я защита Али) и WIBA (4-я защита Али).                              |
| 22  | 17 декабря 2005  | Оса Санделл (3-1-1)        | Макс-Шмелинг-халле, Берлин, Германия                          | TKO5 (10), 1:51 | |
| 21  | 11 июня 2005     | Эрин Тачхилл (6-2-1)       | MCI Center, Вашингтон, США                                    | TKO3 (10), 1:54 | Чемпионка мира во втором среднем весе по версиям WBC (вакантный титул) и WIBA (3-я защита Али).                             |
| 20  | 11 февраля 2005  | Кассандра Гигер (6-5)      | Филипс-арена, Атланта, США                                    | TKO8 (10), 1:13 | Чемпионка мира во втором среднем весе по версиям WIBA (2-я защита Али).                                                     |
| 19  | 24 сентября 2004 | Гвендолин О’Нил (9-3-1)    | Филипс-арена, Атланта, США                                    | KO3 (10)        | Завоевала вакантный титул чемпионки мира в полутяжёлом весе по версии IWBF.                                                 |
| 18  | 30 июля 2004     | Моника Нуньес (9-1)        | Freedom Hall State Fairground, Луисвилл, США                  | TKO9 (10)       | Чемпионка мира во втором среднем весе по версиям IBA (5-я защита Али).                                                      |
| 17  | 17 июля 2004     | Никки Эплайон (12-1-2)     | Baysox Stadium, Боуи, США                                     | TKO4 (10)       | Чемпионка мира во втором среднем весе по версии IBA (4-я защита Али).                                                       |
| 16  | 23 августа 2003  | Кристи Мартин (45-2-2)     | Mississippi Coast Coliseum, Билокси, США                      | KO4 (10), 0:28  | Чемпионка мира во втором среднем весе по версии IBA (3-я защита Али).                                                       |
| 15  | 21 июня 2003     | Валери Махфуд (13-5)       | Стейплс-центр, Лос-Анджелес, США                              | TKO6 (8)        | |
| 14  | 14 февраля 2003  | Мэри Энн Альмагер (14-5)   | Louisville Gardens, Луисвилл, США                             | TKO4 (10)       | Чемпионка мира во втором среднем весе по версиям IBA (2-я защита Али), IWBF (1-я защита Али) и WIBA (1-я защита Али).       |
| 13  | 8 ноября 2002    | Валери Махфуд (13-4)       | Стратосфера Лас-Вегас, Лас-Вегас, США                         | TKO8 (10)       | Чемпионка мира во втором среднем весе по версиям IBA (1-я защита Али), IWBF (1-я защита Махфуд) и WIBА (1-я защита Махфуд). |
| 12  | 17 августа 2002  | Сюзетт Тэйлор (11-6-1)     | The Aladdin, Лас-Вегас, США                                   | TKO2 (10)       | Завоевала вакантный титул чемпионки мира во втором среднем весе по версии IBA.                                              |
| 11  | 7 июня 2002      | Ширвелл Уильямс (4-2)      | DeSoto Civic Center, Саутавен, США                            | UD6 (6)         | Счёт: 60-54 (все). |
| 10  | 8 июня 2001      | Жаклин Фрейзер-Лайд (7-0)  | Turning Stone Resort Casino, Верона, США                      | MD8 (8)         | Счёт: 77-75, 79-73, 76-76.                                                                                                  |
| 9   | 2 марта 2001     | Кристин Робинсон (2-4)     | Turning Stone Resort Casino, Верона, США                      | TKO5 (6)        | |
| 8   | 20 октября 2000  | Кендра Ленхарт (6-7-1)     | Пэлас оф Оберн-Хиллс, Оберн-Хилс, США                         | UD6 (6)         | Счёт: 60-54 и 58-56 (дважды).                                                                                               |
| 7   | 15 июня 2000     | Марджори Джонс (2-4-1)     | Universal Amphitheatre, Лос-Анджелес, США                     | TKO1 (6)        | |
| 6   | 22 апреля 2000   | Кристина Кинг (1-0)        | Tianhe Sports Complex, Гуанчжоу, Китай                        | TKO4 (4)        | |
| 5   | 8 апреля 2000    | Карен Билл (1-3)           | Джо Луис Арена, Детройт, США                                  | TKO3 (4)        | |
| 4   | 7 марта 2000     | Кристал Аркан (дебют)      | Caesars Windsor, Уинсор, Канада                               | KO1 (4)         | |
| 3   | 10 декабря 1999  | Николин Армстронг (1-3)    | Кобо-центр, Детройт, США                                      | TKO2 (4)        | |
| 2   | 10 ноября 1999   | Шадина Пеннибейкер (дебют) | Mountaineer Casino, Racetrack and Resort, Нью-Камберленд, США | TKO4 (4)        | |
| 1   | 8 октября 1999   | Эйприл Фаулер (0-1-0)      | Turning Stone Resort Casino, Верона, США                      | KO1 (4)         | |
| Бой | Дата             | Соперник                   | Место проведения                                              | Результат       | Примечание |